# Jessica Morden
Jessica Elizabeth Morden (ur. 29 maja 1968) – brytyjska polityk Partii Pracy. Od 2005 r. reprezentuje w Izbie Gmin okręg wyborczy Newport East w Walii. 

## Wczesne życie i edukacja
Urodzona w hrabstwie Surrey dojrzewała w walijskim Cwmbran. Ukończyła historię na Uniwersytecie w Birmingham.

## Kariera polityczna
W 1991 r. pracowała dla Huw Edwardsa (posła z okręgu wyborczego Monmouth), a od 1992 do 1995 dla Llew Smitha – posła z okręgu Blaenau Gwent. Pracowała też jako sekretarz generalny walijskiego oddziału Partii Pracy i organizowała część kampanii wyborczych w 1997 r.
W wyborach parlamentarnych w 2005 startowała jako kandydatka Partii Pracy w okręgu Newport East. Została pierwszą kobietą reprezentującą południowo-wschodnią Walię, zdobywając mandat z przewagą 6 838 głosów. 
W latach 2005–2010 pracowała na stanowisku osobistego sekretarza parlamentarnego (Parliamentary Private Secretary) sekretarza stanu ds. Walii Petera Haina, a później dla Owena Smitha.
W 2016 r. poparła kandydaturę Owena Smitha na stanowisko lidera laburzystów.
17 lipca 2024 została wybrana na przewodniczącą frakcji parlamentarnej Partii Pracy.

## Życie prywatne
Ma partnera Siona Ffrancona i dwoje dzieci: córkę Mali (ur. 2006) i syna Ifana (ur. 2008). Mieszkają w Newport.